# Vrijdagmoskee van Isfahan
De Vrijdagmoskee van Isfahan of de Masjed-e Jāmé is een moskee in Isfahan, Iran. Het oudste deel van de moskee dateert uit het eind van de achtste eeuw. De moskee is in de loop der eeuwen herhaaldelijk uitgebreid. De moskee was tot 1630 de belangrijkste moskee van Isfahan. In 2012 werd de moskee door UNESCO toegevoegd aan de werelderfgoedlijst.
De moskee werd met name sterk uitgebreid tijdens de regeerperiode van de Seltsjoeken onder Malik Sjah I. Nadat Malik Sjah in 1086 de Grote moskee van Damascus had gezien, besloot hij in zijn hoofdstad Isfahan de reeds bestaande moskee sterk uit te breiden. Hij gaf opdracht aan zijn grootvizier Nizam al-Moelk om de verbouwing te coördineren. Deze liet de bestaande moskee gedeeltelijk slopen en maakte van de zo ontstane ruimte een binnenplaats. Rondom de binnenplaats kwamen vier iwans (ingangen). Dit was de eerste keer dat een moskee voorzien werd van vier van zulke ingangen. De inspiratie hiervoor kwam van de pre-islamitische Iraanse Sassaniden, die hun paleizen op die manier bouwden.
De zuidelijke iwan of de qibla iwan die de richting (qibla) van Mekka aangeeft, werd het mooist gedecoreerd. Achter deze ingang werd de zuidelijke koepel gebouwd.
Twee jaar na de verbouwing door Nizam al-Moelk, bouwde diens rivaal Taj al-Moelk de noordelijke koepel. Deze is weliswaar kleiner dan de zuidelijke, maar wordt vaak als eleganter beschouwd.
Gedurende vele eeuwen was de vrijdagmoskee de centrale moskee, waar ook op vrijdag de khutbah ('preek') werd gehouden. Dit veranderde in de tijd van sjah Abbas I de Grote. Na de oplevering van de door hem gebouwde Moskee van de sjah in 1630 werd die moskee de belangrijkste moskee van Isfahan.